# Herceg Novi (gemeente)
Herceg Novi (Montenegrijns: Херцег Нови; Albanees: Herceg Novit) is een gemeente in het noordwesten van Montenegro. De hoofdplaats van de gemeente is de stad met dezelfde naam Herceg Novi.

## Demografie
De gemeente Herceg Novi telt 30.864 inwoners (volkstelling van 2011), hetgeen 5,0% van de Montenegrijnse bevolking is. De gemeente heeft een urbanisatiegraad van 63%.
| stad Herceg Novi     | 2.371  | 2.926  | 3.797  | 6.705  | 8.130  | 11.429 | 12.739 | 11.059 |
| stad Bijela          | 911    | 1.122  | 1.369  | 1.710  | 2.395  | 3.084  | 3.748  | 3.691  |
| stad Igalo           | 378    | 455    | 638    | 1.063  | 3.556  | 3.676  | 3.754  | 3.355  |
| stad Zelenika        | 774    | 809    | 1.000  | 1.029  | 1.093  | 1.204  | 1.444  | 1.431  |
| gemeente Herceg Novi | 12.482 | 13.759 | 15.157 | 18.368 | 23.258 | 27.593 | 33.034 | 30.864 |

#### Etniciteit
De bevolking bestaat voornamelijk uit Serviërs (49%) en Montenegrijnen (34%). Er bestaat verder ook nog een relatief grote  Kroatische gemeenschap (±2%), enkele honderden Bosniakken/Moslims van nationaliteit (±1%) en een vrij kleine  Romagemeenschap (±1%). Andere significante minderheden zijn Russen, Macedoniërs en Joegoslaven (elk minder dan 0,5% van de bevolking).

#### Religie
De aanhangers van de Servisch-orthodoxe Kerk vormen de meerderheid van de bevolking (84,3%). Ruim 4,1% van de bevolking bestaat uit aanhangers van de Katholieke Kerk in Montenegro. Ongeveer 2,0% van de bevolking is islamitisch. Verder heeft Herceg Novi met 2,4% het hoogste percentage atheïsten in Montenegro.
Andrijevica · Bar · Berane · Bijelo Polje · Budva · Cetinje · Danilovgrad · Gusinje · Herceg-Novi · Kolašin · Kotor · Mojkovac · Nikšić · Petnjica · Plav · Pljevlja · Plužine · Podgorica · Rožaje · Šavnik · Tivat · Tuzi · Ulcinj · Žabljak